# Juan Manuel, obispo de Guarda
Juan Manuel (Lisboa, 1416 – ¿?, 1476). Clérigo y obispo de Guarda. 
| Predecesor: Aymaro de Aurillac | Obispo de Ceuta 1443 - 1458  | Sucesor: Álvaro             |
| Predecesor: Luis da Guerra     | Obispo de Guarda 1459 - 1476 | Sucesor: João Afonso Ferraz |